# 프레쉬맨 (영화)
《프레쉬맨》(영어: The Freshman)은 미국에서 제작된 앤드루 버그먼 감독의 1990년 범죄 코미디 영화이다. 말런 브랜도, 매슈 브로더릭 등이 출연하였고, 마이크 로벨 등이 제작에 참여하였다.
방영명은 말론 브란도의 프레시맨이다.

## 출연
- 말런 브랜도 - 카마인 새버티니 역
- 매슈 브로더릭 - 클라크 켈로그 역
- 브루노 커비 - 빅터 레이 역
- 퍼넬러피 앤 밀러 - 티나 새버티니 역
- 프랭크 훼일리 - 스티브 부섁 역
- 존 폴리토 - 척 그린월드 역
- 폴 베네딕트 - 아서 플리버 역
- 리처드 갠트 - 로이드 심프슨 역
- 케네스 웰시 - 드와이트 암스트롱 역
- BD 웡 - 에드워드 역
- 막시밀리안 셸 - 래리 런던 역
- 돈 워스 - 파티 밴드 멤버 역

## 기타 제작진
- 배역: 주디 테일러, 린다 고든
- 미술: 켄 애덤
- 의상: 줄리 와이스

## 우리말 녹음
KBS 성우진 (1994년 3월 5일)
- 강수진 - 클라크 (매슈 브로더릭)
- 김병관 - 새버티니 (말런 브랜도)
- 장광 - 빅터 (브루노 커비)
- 함수정 - 티나 (퍼넬러피 앤 밀러)
- 장세준 - 부섁 (프랭크 훼일리)
- 유만준
- 한상덕
- 문영래
- 이윤선
- 김창주
- 이호인
- 김준
- 백순철
- 김혜미